# Ursula Reitemeyer-Witt
Ursula Reitemeyer-Witt (* 1. Mai 1955 in Castrop-Rauxel) ist eine deutsche Erziehungswissenschaftlerin, Philosophin und Professorin am Institut für Erziehungswissenschaft der Westfälischen Wilhelms-Universität in Münster.

## Leben
Ursula Reitemeyer wuchs in einem katholischen Arzthaushalt auf. Nach ihrem Abitur am Dortmunder Schillergymnasium studierte sie in Münster Philosophie, Erziehungswissenschaft, katholische Theologie und Kunstgeschichte und beendete ihre Studien 1983 mit der Dissertation Philosophie der Leiblichkeit über Ludwig Feuerbach bei Friedrich Kaulbach. Ihre Habilitation erfolgte im Jahr 1996 über Rousseau.
Sie arbeitete zunächst als Assistentin, Privatdozentin und Vertretungsprofessorin an der Universität Münster und wurde dort 2010 zur außerplanmäßigen Professorin ernannt. Zusätzlich übernahm sie Lehraufträge an den Universitäten in Vechta und Dortmund sowie eine Vertretungsprofessur an der LMU München. Ihre Kinder Johanna und Jakob wurden 1985 und 1990 geboren.

## Forschung
Zu ihren Lehr- und Forschungsschwerpunkten zählen die Philosophie der Aufklärung (Rousseau, Mendelssohn und Kant), des Junghegelianismus, insbesondere Ludwig Feuerbach, Bildungstheorie und Bildungsphilosophie, Erziehung und Bildung nach Auschwitz sowie die Kritische Theorie nach Horkheimer und Adorno. In diesem Kontext entstand in Zusammenarbeit mit dem Geschichtsort Villa ten Hompel das interdisziplinäre Projekt „Erinnerungsarbeit in Schule und Gesellschaft“.
Philosophiegeschichtliche Studien auf der Grundlage einer nach-hegelianischen Geschichtsphilosophie bilden Schwerpunkte ihrer Lehre. Darüber hinaus arbeitet sie an einer philosophischen Anthropologie in praktischer Absicht, die in dem Bemühen steht, Anthropologie für die praktische Philosophie zurückzugewinnen und damit einhergehend die positiven Wissenschaften auf die Anerkennung der menschlichen Würde zu verpflichten. Hier schließt sie einerseits an den von Marx so genannten „realen Humanismus“ feuerbachscher Prägung an, als auch an Max Horkheimer und Friedrich Kaulbach, die nicht als „Metaethiker“ argumentieren, sondern als Lehrer, die das Gute selbst zur Sprache bringen.
Seit 2004 ist Ursula Reitemeyer Präsidentin der internationalen Gesellschaft der Feuerbach-Forscher (Societas ad Studia de Hominis Conditione Colenda), Herausgeberin der internationalen Feuerbach-Studien und seit 2011 Leiterin der Arbeitsstelle Internationale Feuerbachforschung des Instituts für Erziehungswissenschaft der Universität Münster. Sie veranstaltete mehrere internationale und interdisziplinäre Feuerbach-Konferenzen u. a. im Bereich der Religionsphilosophie (Feuerbach und der Judaismus), der historischen Bildungsforschung (Der politische Feuerbach) und der Pädagogik (Philosophie und Pädagogik der Zukunft). In der letztgenannten Konferenz wurden erstmals die im weitesten Sinne pädagogischen Schriften Friedrich Feuerbachs, des jüngeren Bruders des berühmten Vormärzphilosophen Ludwig Feuerbach, thematisiert und als Grundlage genommen, um die Anschlussfähigkeit der feuerbachschen Leibanthropologie für bildungstheoretische und pädagogische Fragestellungen zu überprüfen.
Seit 2000 gibt sie die Reihe „Ethik im Unterricht“ heraus, in der das pädagogische Ethos besonders thematisiert wird. Dieser Forschungsansatz unterscheidet sich von output- orientierten Didaktiken und steht im Horizont einer Anerkennungs- und Diskursethik.

## Sportliches Engagement
Reitemeyer spielt seit 1967 Tischtennis und seit 1977 für die erste Damenmannschaft von Borussia Dortmund. Ihre höchste Spielklasse war die Damen-Oberliga. Seit einigen Jahren trainiert und betreut sie den Tischtennisnachwuchs von Borussia Dortmund. Bei der Mitgliederversammlung 2015 wurde sie zusammen mit dem ehemaligen BVB-Torwart Stefan Klos einstimmig zur Kassenprüferin gewählt. 2018 wurde sie bei der Mitgliederversammlung für ihre vierzigjährige Mitgliedschaft von Borussia Dortmund geehrt. 2021 wurde sie zur Leiterin der Tischtennisabteilung von Borussia Dortmund ernannt und führte 2023 die erste Herrenmannschaft in die erste Tischtennisbundesliga.

## Schriften (Auswahl)
Als Autorin:
- Praktische Anthropologie oder die Wissenschaft vom Menschen zwischen Methaphysik, Ethik und Pädagogik, Münster 2019, ISBN 978-3-8309-3860-6
- Perfektibilität gegen Perfektion. Rousseaus Theorie gesellschaftlicher Praxis, 2. Aufl., Münster 2013, ISBN 978-3-8258-2643-7
- Ideen zu einer allgemeinen Geschichte der Bildung in nicht-systematischer Absicht, Baltmannsweiler 2012, ISBN 978-3-8340-1096-4
- Umbruch in Permanenz. Eine Theorie der Moderne zwischen Junghegelianismus und Kritischer Theorie, Münster 2007, ISBN 978-3-8309-1855-4
- Ist Bildung lehrbar?, Münster 2003, 2003 ISBN 978-3-8309-1282-8
- Ethik im Unterricht, Münster 2001, ISBN 3-89325-827-2
- Bildung und Arbeit zwischen Aufklärung und nachmetaphysischer Moderne, Würzburg 2001, ISBN 978-3-935556-78-1
- Perfektibilität gegen Perfektion. Rousseaus Theorie gesellschaftlicher Praxis [Habilitation], Münster 1996. Zweite und verbesserte Auflage,  Münster 2013, ISBN 978-3-8258-2643-7
- Philosophie der Leiblichkeit. Ludwig Feuerbachs Entwurf einer Philosophie der Zukunft [Dissertation], Frankfurt a. M. 1988, ISBN 978-3-518-11417-9
- Der politische Begriff des Handelns im Anschluss an Kant, Münster 1980.

Als Herausgeberin:
- mit Katharina Gather, Thassilo Polcik und Stephan Schlüter: "Das Programm des realen Humanismus. Festschrift für Ludwig Feuerbach zum 150. Todesjahr", Münster 2023, ISBN 978-3-8309-4619-9. Open Access.
- mit Tim Zumhof: Rousseau zur Einführung, Münster 2014, ISBN 978-3-643-12547-7
- mit Jürgen Helmchen: Das Problem Universität. Eine internationale und interdisziplinäre Debatte zur Lage der Universitäten, Münster 2011, ISBN 3-8309-2558-1
- mit Takayuki Shibata und Francesco Tomasoni: Feuerbach und der Judaismus, Münster 2009, ISBN 978-3-8309-2204-9
- mit Takayuki Shibata und Francesco Tomasoni: Ludwig Feuerbach (1804–1872). Identität und Pluralismus in der globalen Gesellschaft, Münster 2006, ISBN 978-3-8309-1626-0